# Luis Fernández-Vega Diego
Luis Fernández-Vega Diego (Oviedo; 30 de enero de 1923-Oviedo, 22 de agosto de 2010) fue un oftalmólogo español. 

## Biografía
Estudió en la Facultad de Medicina de San Carlos de Madrid, licenciándose en 1946. Trabajó brevemente en el consultorio oftalmológico de la familia —tanto su padre como su abuelo ejercían dicha profesión— para posteriormente desplazarse a Londres, continuando su formación en el Moorfields Eye Hospital. Finalizó sus estudios en Nueva York gracias a una beca concedida por el doctor Ramón Castroviejo, con quien colaboró en la creación del Instituto de Investigaciones Oftalmológicas Castroviejo y la de la Asociación de Becarios del Castroviejo.
Fernández-Vega Diego fue uno de los mayores impulsores del Instituto Oftalmológico Fernández-Vega.
Hijo de Luis Fernández-Vega Valvidares (30 de marzo de 1890-23 de abril de 1980) y Elena Diego Somonte Barral (1898-1 de septiembre de 1994), tuvo tres hermanos: Álvaro (1924), Manuel y Elena (1921-14 de marzo de 1993). Se casó con Teresa Sanz Moliner, con quien tuvo dos hijos: Luis y Maite Fernández-Vega Sanz.

## Distinciones
Entre los reconocimientos que obtuvo a lo largo de su trayectoria profesional se pueden citar los siguientes:
- 1994,  Medalla de Oro del Centro Asturiano de Madrid.
- 1996,  Medalla de Plata del Principado de Asturias
- 1997,  Cruz de Plata de la Guardia Civil.
- 1997,  Hijo Predilecto de la Ciudad de Oviedo.[5]
- 2001,  Gran Cruz del Mérito Humanitario de la Generalidad de Cataluña.
- 2001,  Premio Europa.
- 2002,  Medalla de Oro al Mérito en el Trabajo.
- 2003,  Medalla de Oro de la Ciudad de Oviedo, junto con su hermano Álvaro.[6]
- 2006,  Cruz Pro Ecclesia et Pontifice otorgada por el papa Benedicto XVI.